# Derrick Tshimanga
Derrick Katuku Tshimanga (Kinshasa, 6 novembre 1988) è un calciatore congolese (Repubblica Democratica del Congo) naturalizzato belga, difensore del Beerschot VA.

## Caratteristiche tecniche
Terzino sinistro di piede mancino, molto abile anche nell'utilizzo del piede destro. Dotato di grande corsa e rapidità, predilige la fase offensiva nella quale è molto pericoloso grazie ad un ottimo cross.

## Carriera

### Club

#### Gli inizi
Cresciuto in vari settori giovanili (Valaarhof, Wilrijk e Duffel) nel 2005 si trasferisce in quello del Lokeren. Per la stagione calcistica 2008-2009 viene aggregato in prima squadra dove compie il suo debutto da calciatore professionista il 20 dicembre durante il match, conclusosi con il risultato di parità (2 a 2), contro il Mechelen. Conclude la sua prima stagione da professionista con due presenze all'attivo.
La stagione successiva lo vede ancora partecipe della formazione titolare, dopo aver conquistato un posto da titolare. Segna la sua prima rete da calciatore professionista il 10 aprile 2010 durante il match contro il Westerlo. Dopo quattordici giorni, durante la partita contro il Cercle Brugge, subisce la sua prima ammonizione in carriera. Conclude la sua seconda stagione con il club di Lokeren con tredici presenze all'attivo ed una sola rete segnata.
Il 14 agosto, grazie ad una sua rete, evita la sconfitta contro lo Standard Liegi. Concluderà la sua terza stagione da professionista con 30 presenze totali con 3 goal realizzati.
Il 21 aprile 2011 ottiene la sua prima espulsione in carriera durante il match, perso per 3 a 0, contro lo Standard Liegi al 33' minuto di gioco. Il 17 maggio porta la partita contro l'Anderlecht sul risultato di parità (3 a 3), che poi si concluderà con la vittoria del club di Lokeren per 4 a 3 grazie al gol vittoria segnato da Geir Fevang.

#### Il passaggio al Genk
Il 9 gennaio 2012, durante la sessione invernale del calciomercato, viene acquistato dal Koninklijke Racing Club Genk per 2,5 milioni di euro e sigla un contratto con scadenza nel giugno 2016. Debutta con la sua nuova squadra sei giorni dopo il suo trasferimento, durante il match contro lo Zulte Waregem.

### Nazionale
Il 3 settembre 2010 ottiene la sua prima convocazione con l'Under-21 per disputare il match di qualificazione, valido per il Campionato europeo di calcio Under-21, contro la Slovenia Under-21.
Il 10 agosto 2011 debutta con la Nazionale maggiore, ottenendo così la sua prima convocazione con i Diavoli Rossi, durante l'amichevole tenutasi a Celje contro la Nazionale di calcio della Slovenia.

## Statistiche

### Presenze e reti nei club
Statistiche aggiornate al 5 marzo 2016.
| Stagione            | Squadra         | Campionato      | Campionato | Campionato | Coppe nazionali | Coppe nazionali | Coppe nazionali | Coppe continentali | Coppe continentali | Coppe continentali | Totale | Totale | Totale |
| Stagione            | Squadra         | Comp            | Pres       | Reti       | Comp            | Pres            | Reti            | Comp               | Pres               | Reti               | Comp   | Pres   | Reti   |
| ------------------- | --------------- | --------------- | ---------- | ---------- | --------------- | --------------- | --------------- | ------------------ | ------------------ | ------------------ | ------ | ------ | ------ |
| 2008-2009           | Lokeren         | D1              | 2          | 0          | -               | -               | -               | -                  | -                  | -                  | -      | 2      | 0      |
| 2009-2010           | Lokeren         | D1              | 12         | 1          | CB              | 1               | 0               | -                  | -                  | -                  | -      | 13     | 1      |
| 2010-2011           | Lokeren         | D1              | 28         | 3          | CB              | 2               | 0               | -                  | -                  | -                  | -      | 30     | 3      |
| 2011-gen. 2012      | Lokeren         | D1              | 13         | 2          | CB              | 2               | 0               | -                  | -                  | -                  | -      | 15     | 2      |
| Totale Lokeren      | Totale Lokeren  | Totale Lokeren  | 55         | 6          |                 | 5               | 0               |                    | -                  | -                  |        | 60     | 6      |
| gen. 2012-giu. 2012 | Genk            | D1              | 20         | 0          | -               | -               | -               | -                  | -                  | -                  | -      | 20     | 0      |
| 2012-2013           | Genk            | D1              | 28         | 0          | CB              | 4               | 0               | UEL                | 8                  | 0                  | -      | 40     | 0      |
| 2013-2014           | Genk            | D1              | 33         | 1          | CB+SCB          | 3+1             | 0+0             | UEL                | 7                  | 0                  | -      | 44     | 1      |
| 2014-2015           | Genk            | D1              | 14         | 0          | -               | -               | -               | -                  | -                  | -                  | -      | 14     | 0      |
| 2015-2016           | Genk            | D1              | 19         | 0          | CB              | 2               | 0               | -                  | -                  | -                  | -      | 21     | 0      |
| Totale Genk         | Totale Genk     | Totale Genk     | 114        | 1          |                 | 10              | 0               |                    | 15                 | 0                  |        | 139    | 1      |
| Totale carriera     | Totale carriera | Totale carriera | 169        | 7          |                 | 15              | 0               |                    | 15                 | 0                  |        | 199    | 7      |

### Cronologia presenze e reti in nazionale
| Cronologia completa delle presenze e delle reti in nazionale ― Belgio | Cronologia completa delle presenze e delle reti in nazionale ― Belgio | Cronologia completa delle presenze e delle reti in nazionale ― Belgio | Cronologia completa delle presenze e delle reti in nazionale ― Belgio | Cronologia completa delle presenze e delle reti in nazionale ― Belgio | Cronologia completa delle presenze e delle reti in nazionale ― Belgio | Cronologia completa delle presenze e delle reti in nazionale ― Belgio | Cronologia completa delle presenze e delle reti in nazionale ― Belgio |
| Data                                                                  | Città                                                                 | In casa                                                               | Risultato                                                             | Ospiti                                                                | Competizione                                                          | Reti                                                                  | Note                                                                  |
| --------------------------------------------------------------------- | --------------------------------------------------------------------- | --------------------------------------------------------------------- | --------------------------------------------------------------------- | --------------------------------------------------------------------- | --------------------------------------------------------------------- | --------------------------------------------------------------------- | --------------------------------------------------------------------- |
| 10-8-2011                                                             | Celje                                                                 | Slovenia                                                              | 0 – 0                                                                 | Belgio                                                                | Amichevole                                                            | -                                                                     |                                                                       |
| Totale                                                                |                                                                       | Presenze                                                              | 1                                                                     |                                                                       | Reti                                                                  | 0                                                                     |                                                                       |

## Palmarès

### Club

#### Competizioni nazionali
- Coupe de Belgique: 1

Genk: 2012-2013